# Consenso de Ginebra
El Consenso de Ginebra sobre la Promoción de la Salud de la Mujer y el Fortalecimiento de la Familia es una declaración provida (contra el aborto) copatrocinada por los gobiernos de Brasil, Egipto, Hungría, Indonesia, Uganda y los Estados Unidos, firmada por 34 países el 22 de octubre de 2020.
Los críticos han acusado a los firmantes de estar motivados por el deseo de socavar las instituciones internacionales establecidas.
El 28 de enero de 2021, el presidente estadounidense Joe Biden retiró a Estados Unidos de la declaración. La declaración fue firmada por Iván Duque de Colombia, pero fue retirada por Gustavo Petro poco después de tomar posesión como presidente. El 17 de enero de 2023, el presidente brasileño Lula da Silva retiró a Brasil de la declaración.

## Generalidades y objetivos
No fue firmada en Ginebra pero fue presentada de forma virtual en la sede de Naciones Unidas en Nueva York debido a problemas con el COVID19. No es un documento vinculante, como tantas declaraciones de las Naciones Unidas. La declaración es un compromiso para prevenir el aborto y asegurar el derecho a la vida de los no nacidos, así como un apoyo a la familia como cédula fundamental de la sociedad. Fue formulado por el entonces secretario de Estado Mike Pompeo y presentada por la delegada del país ante la Asamblea General de la organización, Kelly Craft en diciembre de 2020, alegando que "no existe el derecho internacional al aborto" y por tanto a la organización "debe respetar las leyes y políticas de cada país en la materia".
En cuanto a sus objetivos son, entre otros:
- Alcanzar una salud mejor para las mujeres
- Preservar la vida humana
- Apoyar a la familia como parte fundamental de una sociedad saludable
- Proteger la soberanía nacional en la política global

## Críticas
Muchos señalan que la mayoría de los firmantes son gobiernos antiliberales, autoritarios o autocráticos. Señalan que los gobiernos suscriben predominantemente puntos de vista religiosos de línea dura, y algunos de sus líderes han sido acusados de violaciones de los derechos humanos. Aunque la declaración contiene declaraciones sobre los derechos de la mujer y la igualdad de género, la mayoría de los países firmantes no parecen tomárselas en serio, y algunos se encuentran entre los peores perpetradores de la opresión hacia la mujer. Muchos de los países tienen problemas importantes con las violaciones, el matrimonio infantil y la esclavitud sexual.

## Signatarios
Siguen ratificando esta Declaración:
| África | Américas                      | Asia                                                                                     | Europa                                         | Oceanía |
| --- | ----------------------------- | ---------------------------------------------------------------------------------------- | ---------------------------------------------- | ------- |
| Benín, Burkina Faso, Comores, Egipto, Eswatini, Gambia, Kenia, Libia, Níger, República Democrática del Congo, República del Congo, Senegal, Sudán, Sudán del Sur, Uganda, Yibuti y Zambia | , Guatemala, Haití y Paraguay | Arabia Saudita, Baréin, Emiratos Árabes Unidos, Indonesia, Irak, Kuwait, Omán y Pakistán | Bielorrusia, Georgia, Hungría, Polonia y Rusia | Nauru   |

Retirados: Estados Unidos,Brasil Colombia (adhesión breve)